# Teatro Mediceo
Il Teatro Mediceo era uno dei più antichi teatri di Firenze, realizzato da Bernardo Buontalenti per i Medici all'interno del complesso degli Uffizi. Il teatro, ormai obsoleto, venne smantellato all'epoca del Granduca Pietro Leopoldo e oggi lo spazio che occupava contiene le sale dei "Primitivi" della Galleria e il Gabinetto dei disegni e delle stampe. Non è comunque agevole ricostruirne oggi la conformazione volumetrica su doppia altezza, che coinvolgeva sia il piano nobile che il secondo piano.

## Storia
Il teatro venne commissionato da Francesco I a Bernardo Buontalenti probabilmente già nel 1576; venne completato nel 1586 con una scena organizzata con prospettive illusionistiche. Fu inaugurato nel febbraio 1586 con la rappresentazione dell'Amico Fido di Giovanni de' Bardi.
Fino ad allora gli spettacoli teatrali per la corte si erano tenuti nel Salone dei Cinquecento a Palazzo Vecchio, dove erano stati allestiti spettacoli da Vasari, prevedendo anche una sorta di palcoscenico.
Nel 1589 lo stesso Buontalenti modificò completamente l'apparato decorativo, su indicazione del nuovo granduca Ferdinando I, rinunciando al carattere manierista e sperimentale del primo allestimento a favore di un linguaggio allegorico più rappresentativo dell'autorità granducale.
La seconda sontuosa inaugurazione si ebbe nello stesso 1589, in occasione dei festeggiamenti per le imminenti nozze del Granduca con Cristina di Lorena. Venne allestita, tra l'altro, La pellegrina, opera di transizione verso il melodramma, che rappresenta una tappa importante della sperimentazione di nuove forme di intrattenimento teatrale, dove le parti cantate superavano ormai quelle recitate.
Nella memorabile rappresentazione che stupì i reali di tutta Europa, Buontalenti rinunciò alla scena fissa e introdusse una serie di scene mutevoli con quinte scorrevoli, botole, meccanismi e trucchi scenici. Si sono conservati fino ad oggi i disegni dell'allestimento e dei costumi. Successivamente seguì la messa in scena di altre opere in occasioni di festeggiamenti granducali.
Il teatro rimase in funzione per gli spettacoli di corte per tutto il XVII secolo. Nel XVIII secolo, con l'invenzione (proprio a Firenze) dei più comodi teatri a palchi, e con il definitivo trasferimento della corte granducale a Palazzo Pitti il Teatro Mediceo venne disertato e poi smantellato. Lo spazio del teatro ospitò il Senato italiano durante il periodo di Firenze capitale. Infine vi furono ricavati due piani dove trovarono posto il Gabinetto di disegni e stampe e le sale della galleria degli Uffizi (al secondo piano), la cui ultima sistemazione risale agli anni 1950, ad opera di Giovanni Michelucci e di altri architetti.

## Descrizione

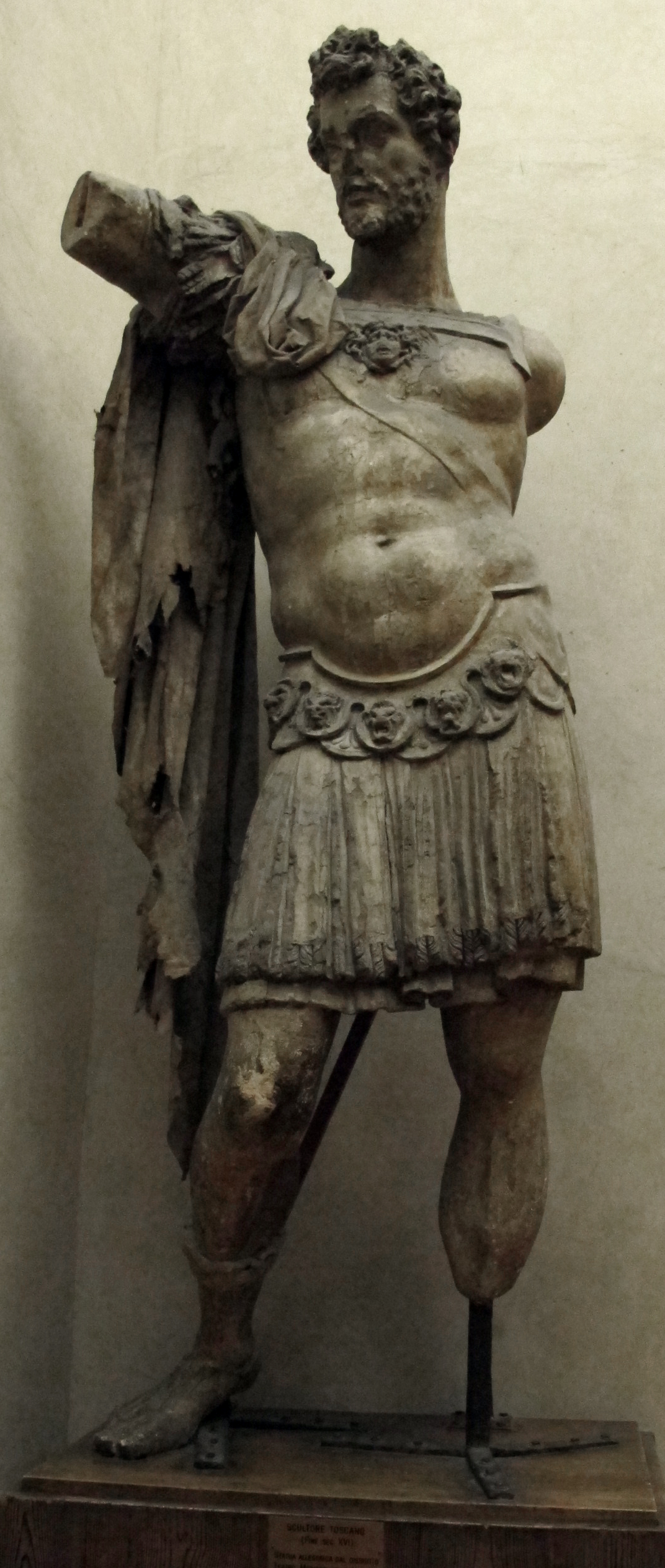
Una statua all'antica dal distrutto Teatro mediceo

Si trattava di un teatro di corte, composto da grande vano di circa 55x20m, di altezza doppia (due piani). Una testata del grande vano era occupata da una cavea, simile al Teatro Olimpico di Vicenza, ispirata quindi ai teatri dell'antichità classica, composta da sei gradoni a ferro di cavallo. Al centro delle gradinate, si trovava il palco granducale. La testata opposta era occupata da una scena riccamente ornata, mentre la platea rimaneva libera da arredi fissi, con un innovativo pavimento in leggera pendenza per migliorare la visibilità. Al di sopra del livello della gradonata si trovava una balaustra che rappresentava illusionisticamente un ballatoio che percorreva anche i lati lunghi.
Nel primo allestimento, che ebbe un carattere provvisorio, la sala era decorata come un giardino pensile, con uccelli ed elementi vegetali vivi, intrecci floreali dipinti, statue di animali, come nella Grotta degli Animali nella Villa di Castello: "“Sopra i gradi cominciava un ordine di balaustri finti di finissimi marmi, che formavano un vaghissimo ballatoio; dal piano di questa sorgea una spalliera di mortella fiorita; dopo questa, in cima di varie piante d'ogni sorta di frutti, vedeansi pendere gran quantità di pomi, altri acerbi, altri maturi, e tali ancora appena usciti del fiore; fra dette piante vedeansi camminare diversi animali, come lepri, capriuoli, ed altri sì fatti, che parevano veri particolarmente nel moto, che è facevano attorno alle piante; eranvi più sorte d'uccelli, alcuni de' quali con ali spiegate vedeansi nell'aria quasi volando; ne' vani tra finestra e finestra erano vasi di bellissime piante odorifere, ed altre di fiori di tutta bellezza, che spargevano odore soavissimo; ed insomma con tutto quest'ornamento facevasi comparire un vero ed amenissimo giardino."
La scena mostrava in prospettiva illusionistica una veduta di Firenze, animata da numerosi personaggi, carrozze e quant'altro. Numerosi erano i trucchi scenici disponibili, con macchinari, botole e sostegni per appendere le corde con le quali far "volare" i personaggi.
Nel secondo allestimento, realizzato come anche il primo anche con materiali poveri, imitando preziosi marmi policromi mediante l'abilità pittorica,  si rinunciò al tema del confronto illusionistico tra natura ed artificio: l'alzato fu caratterizzato da solenni arcate su colonne, nicchie, grandi statue di cui una sola oggi superstite, esposta nello scalone del museo. Il teatro doveva sembrare un solenne cortile porticato.
Del teatro vero e proprio resta solamente il Vestibolo, dove a sinistra è quello che un tempo era il portale d'ingresso al teatro, oggi ingresso del Gabinetto Disegni e Stampe e di fronte le tre porte del Ricetto, su quella centrale, con le ante lignee intagliate con stemmi medicei, è il busto di Francesco I.